# Edogawa
Edogawa (japonês: 江戸川区; -ku) é uma região especial da Metrópole de Tóquio, no Japão.
Em 2003, a região tinha uma população estimada em 637,571 habitantes e uma densidade populacional de 12,787.22 h/km². Tem uma área total de 49.86 km².
Edogawa foi fundada a 15 de março de 1947.